# Tunnel d'Arrissoules
Le tunnel d'Arrissoules est un tunnel autoroutier à deux tubes parcouru par l'autoroute A1 et situé dans les cantons de Vaud et de Fribourg en Suisse. Ouvert à la circulation en 2001, sa longueur mesure 3 000 mètres.

## Situation
Le tunnel d'Arrissoules se situe sur le plateau suisse, en grande partie sur les communes de Pomy (VD) et de Cheyres-Châbles (FR). Le portail nord-ouest se trouve au sud d'Yvonand. Le portail est se situe au nord de La Vounaise sur le territoire communal d'Estavayer.
À la limite des cantons de Vaud et de Fribourg, le tunnel d'Arrissoules assure le franchissement des hauts plateaux de Cheyres à une altitude de 698 m, point culminant de la route européenne 25, liaison européenne nord-sud.